# Maafushi
Maafushi är en ö i Maldiverna. Den ligger i den centrala delen av landet, 26 km söder om huvudstaden Malé. Geografiskt är den en del av Södra Maléatollen och tillhör den administrativa atollen Kaafu.